# RealAudio
RealAudio ist ein Audiodateiformat von RealMedia, das vorwiegend für Audio-Datenströme (Streaming Audio) eingesetzt wird.
Die Kompressionsverfahren von RealAudio sind meistens verlustbehaftet. Dabei verwendet RealAudio ähnlich wie MP3 und Vorbis zur Komprimierung die Tatsache, dass das menschliche Ohr bestimmte Toninformationen nicht wahrnimmt.
Unter dem Begriff RealAudio werden verschiedene Codecs benutzt, von denen die wenigsten Eigenentwicklungen von RealNetworks sind. Zum größten Teil handelt es sich um Implementierungen existierender Standards oder von anderen Unternehmen lizenzierte Codecs. Die verschiedenen Codecs identifizieren sich durch einen FourCC:
14_4, lpcJRealAudio 1; für Sprache optimiert, feste Bitrate von 8 kbit/s. Der verwendete Codec ist IS-54 VSELP der TIA.
28_8RealAudio 2; für Sprache optimiert, feste Bitrate von 15,2 kbit/s. Der verwendete Codec ist eine bitratenreduzierte Version von G.728 LD-CELP der ITU-T.
dnetRealAudio 3; wird auch als DolbyNET bezeichnet; operiert bei festen Bitraten zwischen 8 und 80 kbit/s. Der Codec ist zum Teil kompatibel zu ATSC/A52 AC-3.
siprRealAudio 4, RealAudio 5; von Sipro/VoiceAge lizenzierter Sprachcodec; auch unter der Bezeichnung ACELP.net bekannt; operiert bei festen Bitraten zwischen 6,5 und 16 kbit/s.
cookRealAudio G2, RealAudio 8; operiert bei festen Bitraten zwischen 6 und 96 kbit/s (bei Mehrkanal-Ton bis zu 268 kbit/s); Eigenentwicklung von RealNetworks; benannt nach dem Hauptentwickler Ken Cooke; zum Teil wird auch der Codename Gecko als Bezeichnung verwendet.
atrcRealAudio 8; von Sony lizenzierter ATRAC3-Codec; operiert bei festen Bitraten zwischen 66 und 352 kbit/s.
raacRealAudio 10; ein MPEG-4 LC-AAC-Codec lizenziert von Coding Technologies; operiert bei Bitraten zwischen 64 und 320 kbit/s.
racpRealAudio 10; ein MPEG-4 HE-AAC-Codec lizenziert von Coding Technologies; operiert bei Bitraten zwischen 32 und 128 kbit/s.
ralfRealAudio Lossless Format; verlustfreier Codec, durchschnittlich wird eine Kompression auf ca. 50–70 % des Eingangssignal erreicht (entspricht bei CD-Audio etwa 700–1000 kbit/s).
whrlDieser FourCC wurde nur sehr kurze Zeit für Cook-Mehrkanalton verwendet. Das Format trägt nun ebenfalls den FourCC cook.
Für die standardisierten Formate IS-54 (14_4, lpcJ), G.728 (28_8), AC-3 (dnet) und AAC (raac, racp) gibt es freie Decoder-Implementierungen (zum Beispiel in FFmpeg), das bedeutet diese Formate können auch außerhalb des RealPlayers abgespielt werden. Auch für den proprietären cook-Codec gibt es seit Dezember 2005 in FFmpeg eine freie Implementierung. Die dafür nötigen Informationen wurden durch Reverse Engineering erlangt.
Neben RealAudio entwickelte und patentierte RealNetworks auch das Gegenstück für Video-Anwendungen RealVideo.
Die Dateiendung von RealAudio ist .ra, der MIME-Typ ist audio/x-pn-realaudio. Mit der Endung .rm ist die Abspielliste (Playlist) der Real-Audio-Dateien gekennzeichnet: Sie enthält als reine Textdatei die .ra-Dateien, die spielen bzw. „strömen“ sollen. RealAudio findet auch Verwendung in RealMedia, meistens zusammen mit RealVideo. RealAudio kann auch in Matroska verwendet werden.